# Adios Lincoln
Adios Lincoln – album koncertowy Elvisa Presleya, składający się z pełnego zapisu koncertu z 20 czerwca 1977 w Lincoln. Album został wydany w 2014 roku.

## Lista utworów
1. "2001 Theme"
2. "C.C. Rider"
3. "I Got a Woman – Amen"
4. "Love Me"
5. "If You Love Me "
6. "You Gave Me a Mountain"
7. "Jailhouse Rock"
8. "’O sole mio – It’s Now or Never"
9. "Love Me Tender"
10. "Little Sister"
11. "Teddy Bear – Don’t Be Cruel"
12. "Help Me"
13. "Unchained Melody"
14. "Band Introductions - Solos"
15. "Walk That Lonesome Road" (J.D. Sumner and The Stamps)
16. "Early Morning Rain"
17. "What’d I Say"
18. "Johnny B. Goode"
19. "Drum Solo" (Ronnie Tutt)
20. "Bass Solo" (Jerry Scheff)
21. "Piano Solo" (Tony Brown)
22. "I Really Don’t Want to Know"
23. "Electric Piano Solo" (Bobby Ogden)
24. "Jazzing In Vegas" (Joe Guercio Orchestra)
25. "Hurt"
26. "Hound Dog"
27. "Can’t Help Falling in Love"
28. "Closing Vamp"